# Mandela Keita
Mandela Keita (Bélgica, 10 de mayo de 2002) es un futbolista belga que juega como centrocampista en el Parma Calcio 1913 de la Serie A.

## Trayectoria
Debutó con el Oud-Heverlee Leuven el 21 de marzo de 2021 en el partido fuera de casa contra el K. V. Malinas.

## Selección nacional
Nacido en Bélgica, es de ascendencia guineana. Es internacional en las categorías inferiores de la selección belga, con la que ha jugado con Bélgica sub-21.
El 13 de octubre de 2023 hizo su debut con la absoluta de Bélgica en un encuentro ante Austria en el que se clasificaron para la Eurocopa 2024.

## Estadísticas

### Clubes
Actualizado al último partido disputado el 1 de diciembre de 2024.
| Club                          | Div.          | Temporada     | Liga  | Liga  | Liga   | Copas nacionales | Copas nacionales | Copas nacionales | Copas internacionales | Copas internacionales | Copas internacionales | Total | Total | Total  |
| Club                          | Div.          | Temporada     | Part. | Goles | Asist. | Part.            | Goles            | Asist.           | Part.                 | Goles                 | Asist.                | Part. | Goles | Asist. |
| ----------------------------- | ------------- | ------------- | ----- | ----- | ------ | ---------------- | ---------------- | ---------------- | --------------------- | --------------------- | --------------------- | ----- | ----- | ------ |
| Oud-Heverlee Leuven · Bélgica | 1.ª           | 2020-21       | 1     | 0     | 0      | 0                | 0                | 0                | —                     | —                     | —                     | 1     | 0     | 0      |
| Oud-Heverlee Leuven · Bélgica | 1.ª           | 2021-22       | 25    | 0     | 1      | 3                | 0                | 1                | —                     | —                     | —                     | 28    | 0     | 2      |
| Oud-Heverlee Leuven · Bélgica | 1.ª           | 2022-23       | 8     | 0     | 0      | 2                | 0                | 0                | —                     | —                     | —                     | 10    | 0     | 0      |
| Oud-Heverlee Leuven · Bélgica | Total club    | Total club    | 34    | 0     | 1      | 5                | 0                | 1                | 0                     | 0                     | 0                     | 39    | 0     | 2      |
| Royal Antwerp F. C. · Bélgica | 1.ª           | 2022-23       | 17    | 1     | 1      | 2                | 0                | 0                | —                     | —                     | —                     | 19    | 1     | 1      |
| Royal Antwerp F. C. · Bélgica | 1.ª           | 2023-24       | 28    | 0     | 2      | 5                | 0                | 1                | 5                     | 0                     | 0                     | 38    | 0     | 3      |
| Royal Antwerp F. C. · Bélgica | 1.ª           | 2024-25       | 5     | 0     | 0      | —                | —                | —                | —                     | —                     | —                     | 5     | 0     | 0      |
| Royal Antwerp F. C. · Bélgica | Total club    | Total club    | 50    | 1     | 3      | 7                | 0                | 1                | 5                     | 0                     | 0                     | 62    | 1     | 4      |
| Parma Calcio 1913 · Italia    | 1.ª           | 2024-25       | 8     | 0     | 0      | 0                | 0                | 0                | —                     | —                     | —                     | 8     | 0     | 0      |
| Parma Calcio 1913 · Italia    | Total club    | Total club    | 8     | 0     | 0      | 0                | 0                | 0                | 0                     | 0                     | 0                     | 8     | 0     | 0      |
| Total carrera                 | Total carrera | Total carrera | 92    | 1     | 4      | 12               | 0                | 2                | 5                     | 0                     | 0                     | 109   | 1     | 6      |

## Palmarés

### Títulos nacionales
| Título          | Club                | País    | Año  |
| --------------- | ------------------- | ------- | ---- |
| Copa de Bélgica | Royal Antwerp F. C. | Bélgica | 2023 |
| Pro League      | Royal Antwerp F. C. | Bélgica | 2023 |